# Xicoténcatl Leyva Alemán
Xicoténcatl Leyva Alemán (Veracruz, Ver., 1908 - Tijuana, B.C., 2004) fue un político mexicano nacido en el puerto de Veracruz.. Ocupó algunos puestos importantes en la política de su estado natal, además de fungir como alcalde del municipio de Tijuana.

## Biografía
Desde muy joven tuvo inquietudes sociales y participó en diversos movimientos en su estado natal. Sobrino del general Miguel Alemán González (padre del presidente Miguel Alemán Valdés) colaboró con él como telegrafista. Incursionó en la política, llegando a ser diputado al Congreso local de Veracruz, en donde fungió como presidente preescolar 
Posteriormente se trasladó a la Ciudad de México, donde también dio cause a sus inquietudes sociales y políticas, participando en 1942, en la fundación de la Federación Nacional de Trabajadores al Servicio del Estado (FSTSE), en donde llegó a ser el primer Secretario General. En esa misma década, se traslada a la ciudad de Tijuana donde habría de residir el resto de su vida y con su familia, la que llegaría ser ampliamente conocida y apreciada.
Con su esposa, la señora Socorro Mortera, procreó cuatro hijos, Los licenciados Xicoténcatl Leyva Mortera, que entre otros puestos ha sido alcalde y gobernador del estado; Román, respetable notario público; Edgardo, quien ha ejercido su profesión de abogado litigante y alternadamente, la función pública y Dulce María.
Antes de ser alcalde, don Xico, ocupó la delegación de los Servicios Migratorios (1942-46), construyendo en ese ejercicio el edificio de la delegación. Posteriormente fue administrador de la Aduana local (1946-1953).